# De Son Quartera
De Son Quartera es un cultivar de higuera de tipo higo común Ficus carica, unífera de higos de epidermis con color de fondo negro mate y sobre color negro con brillo. Se cultiva en la colección de higueras de Montserrat Pons i Boscana en Llucmajor, Islas Baleares.

## Sinonimia
- „De Son Cortera“.[4][6][7]

## Historia
Actualmente la cultiva en su colección de higueras baleares Montserrat Pons i Boscana, rescatada de un ejemplar o higuera madre con un esqueje conseguido en el término de Llucmajor en la finca "son Quartera" propiedad de Miquel Tomás asociada a cultivo de cereales fue plantada en 1950, mejor dicho trasplantada, puesto que la higuera nació de semilla junto a la palmera frente a las casas, y la plantó ya enraizada. Su idea era de injertarla pero no lo hizo porque al ser tan grandiosa daba mucha sombra y por este motivo todavía pervive
La variedad 'De Son Quartera' es originaria de Llucmajor. La denominación viene dada del lugar de donde procede. Es tal la sensibilidad al desprendimiento, que si no se recoge la cosecha antes de la maduración, los higos caen al suelo formando una espesa alfombra negra al pie del árbol.

## Características
La higuera 'De Son Quartera' es una variedad unífera de tipo higo común. Árbol de gran desarrollo, extraordinaria vigorosidad, con una considerable copa muy extendida. Sus hojas son de 3 lóbulos, y de 1 lóbulo en proporciones similares. Sus hojas con dientes presentan márgenes serrados poco marcados y ángulo peciolar obtuso. 'De Son Quartera' tiene un desprendimiento notable de higos, y un rendimiento productivo alto muy prolífico, con periodos de cosecha medio. La yema apical cónica es de color rojizo.
Los frutos 'De Son Quartera' son higos de un tamaño de longitud x anchura:43 x 45 mm, con forma urceolada bastante asimétricos pero uniformes en las dimensiones, que presentan unos frutos medianos de unos 42,035 gramos en promedio, de epidermis con consistencia muy blanda, grosor de la piel delgado, color de fondo negro mate y sobre color negro con brillo. Ostiolo de 2 a 5 mm con escamas pequeñas rosadas. Pedúnculo de 8 a 12 mm cilíndrico rojizo. Grietas ausentes. Costillas marcadas. Con un ºBrix (grado de azúcar) de 16 de sabor soso poco dulce, con color de la pulpa rojo granate. Con cavidad interna grande con muchos aquenios medianos. Son de un inicio de maduración sobre el 15 de agosto al 20 de septiembre. De periodo de cosecha largo pero poco rendimiento productivo. Variedad poco conocida y cultivada.
Se usa como higos frescos para alimentación animal, ganado porcino y ovino. Tienen una muy fácil abscisión del pedúnculo y buena facilidad de pelado, de consistencia muy blanda. Son bastante sensibles a las lluvias, los rocíos, y cierta variabilidad a la apertura del ostiolo y enorme susceptibilidad al desprendimiento.

## Cultivo
'De Son Quartera', se utiliza higos frescos en alimentación de ganado porcino y ovino. Produce una sola cosecha de duración media pero muy productiva. Se está tratando de recuperar de ejemplares cultivados en la colección de higueras baleares de Montserrat Pons i Boscana en Llucmajor.